# 28-ма гвардійська стрілецька дивізія (СРСР)
28-ма гвардійська стрілецька дивізія (28 гв. СД) — військове з'єднання Червоної армії, що існувало у 1940—1957 роках.
У 1957 році дивізія була переформована як 28-ма гвардійська мотострілецька дивізія.

## Історія
Дивізія була створена 1940 року на території колишньої Естонської РСР як 180-та стрілецька дивізія Червоної армії СРСР. В липні 1942 року, за проявлений масовий героїзм воїнів дивізії в боях німецько-радянської війни, отримала гвардійське звання і стала називатися 28-ю гвардійською стрілецькою дивізією.
У 1943—1944 роках воїни 28-ї гвардійської стрілецької дивізії брали участь у визволенні Бєлгорода, Харкова, Нікополя, Кривого Рогу та Вознесенська. Тільки на Одещині частинами дивізії були визволені понад 100 населених пунктів Березовського, Комінтернівського, Іванівського, Біляївського та Роздільнянського районів.
На початку осені 1945 року 28-ма гвардійська стрілецька дивізія була передислокована на Одещину. Її частини розташовувалися в м. Одесі і в с. Чабанці (на місці сучасного смт Чорноморське).
1957 року дивізія була переформована як 28-ма гвардійська мотострілецька дивізія.